# 레안드로 바쿠나
레안드로 요너스 요한 바쿠나(네덜란드어: Leandro Jones Johan Bacuna, 1991년 8월 21일 ~ )는 네덜란드 태생 퀴라소의 축구 선수로 현재 에레디비시의 FC 흐로닝언에서 미드필더로 활동 중이며 퀴라소 국가대표팀 역대 국제 A매치 최다 득점 기록을 보유하고 있다.

## 선수 경력

### 클럽
1991년 네덜란드 흐로닝언 출신으로 2009년 에레디비시 소속팀이자 자신의 연고팀인 FC 흐로닝언에 전격 입단하며 프로에 입문한 후 2013년까지 125경기에서 17골을 기록하면서 팀의 3번의 리그 플레이오프 진출에 기여했고 2012-13 시즌 종료 후 잉글랜드 프리미어리그의 애스턴 빌라로 트레이드되어 2013년 9월 28일 맨체스터 시티와의 경기에서 자신의 프리미어리그 데뷔골을 기록하는 등 2017년까지 공식전 129경기에서 8골을 뽑아내며 2014-15 시즌 잉글랜드 FA컵 준우승에 공헌했다.
이후 2017년 레딩 FC로 이적하여 2019년까지 통산 66경기 5골을 기록했고 2019년 카디프 시티로 이적하여 2021-22 시즌까지 공식전 114경기 4골을 기록하며 EFL 챔피언십 2019-20 플레이오프 진출에 기여했고 2022-23 시즌이 진행 중이던 2022년 12월 14일 왓퍼드 FC로 트레이드되어 2022-23 시즌이 끝날 때까지 공식전 15경기에 출전했다.
그리고 2022-23 시즌을 끝으로 10년간의 잉글랜드 생활을 청산한 뒤 에이르스터 디비시 소속팀인 FC 흐로닝언 이적을 통해 10년만에 자신의 고향팀으로 복귀하여 2023-24 시즌 에이르스터 디비시 준우승 및 차기 시즌 에레디비시 승격을 이끌었다.

### 국가대표팀
2007년부터 2013년까지 퀴라소 U-20 대표팀, 네덜란드 U-19 대표팀, 네덜란드 U-21 대표팀에서 25경기 1골을 기록했고 이후 2016년 퀴라소 A대표팀에 처음으로 발탁되어 같은 해 3월 바베이도스와의 2017년 카리브컵 예선 1라운드 4조 1차전 경기에서 국제 A매치 첫 경기를 치렀으며 이후 미국령 버진아일랜드와의 2017년 카리브컵 예선 2라운드 3조 2차전에서 A매치 데뷔골을 터뜨리며 팀의 7-0 대승과 함께 3라운드 진출에 일조했다.
그 뒤 2017년 카리브컵 예선 3라운드 2경기에서 3골을 몰아치며 퀴라소의 통산 4번째 카리브컵 본선행을 이끌었고 그 뒤 열린 카리브컵의 마지막 대회인 2017년 대회 본선에서는 비록 득점은 기록하지 못했지만 퀴라소의 처음이자 마지막 카리브컵 우승의 주역이 되었다.
이후 2019-20년 CONCACAF 네이션스리그 예선에서 3골을 터뜨리며 리그 A 배정과 함께 2회 연속 골드컵 본선행까지 이끈 뒤 이듬해에 열린 인도와의 2019년 킹스컵 4강전에서 득점을 터뜨리며 팀의 첫 킹스컵 우승에 기여했으며 온두라스와의 2019년 CONCACAF 골드컵 본선 C조 조별리그 2차전에서 선제골이자 결승골을 터뜨리며 팀의 8강 진출을 이끌었다.
그리고 2022년 FIFA 월드컵 북중미카리브 지역 1차 예선에서 2골을 터뜨리면서 2차 예선 진출을 이끌었고 온두라스와의 2022-23년 CONCACAF 네이션스리그 A C조 조별리그 2차전에서 선제골을 터뜨리며 2-1 승리에 기여했지만 팀은 조 3위에 머무르며 2023년 CONCACAF 골드컵 예선으로 밀려났다.
이후 세인트키츠 네비스와의 2023년 CONCACAF 골드컵 예선 1라운드에서 승부차기까지 가는 접전 끝에 3-4로 무릎을 꿇으며 4년만의 골드컵 본선 진출이 좌절되는 아픔을 맛보았다.

## 수상

### 클럽
애스턴 빌라
- 잉글랜드 FA컵 : 준우승 (2014-15)

 카디프 시티
- EFL 챔피언십 플레이오프 : 4강 (2019-20)

 FC 흐로닝언
- 에이르스터 디비시 : 준우승 (2023-24)

### 국가대표팀
퀴라소
- 카리브컵 : 우승 (2017)
- 킹스컵 : 우승 (2019)

## 여담
친동생인 주니뇨 바쿠나도 2021-22 시즌 중반 무렵부터 2023-24 시즌까지 잉글랜드 EFL 리그 원의 버밍엄 시티에서 주전 미드필더로 활약한 뒤 현재 사우디 프로페셔널리그의 알웨흐다 FC에서 뛰고 있다.